# Jenofonte de Corinto
Jenofonte de Corinto (en griego antiguo: Ξενοφῶν Κορίνθιος, romanizado: Xenophỗn Korínthios}) fue un atleta griego de la ciudad de Corinto. Ganó numerosos títulos en los Juegos Panhelénicos en las décadas 470 a. C. y 460 a. C., entre ellos el estadioy el pentatlón en los 79º. |Juegos Olímpicos, en 464 a. C.

## Familia
Pprocedía de una de las principales familias aristocráticas de Corinto, los Oligétidos. También procedía de una estirpe de atletas: su padre, Tésalo de Corinto, ya había ganado en Olimpia, quizás el diaulos (doble estadio, de unos 384 m) en 504 a. C. También se dice que Tésalo ganó el mismo día las carreras del estadio y diaulosen los Juegos Píticos y, durante el mismo mes, la carrera de armas en las Panateneas. 
El abuelo de Jenofonte, Ptoeodoro, su tío Terpsias y su primo Eritime también se habían hecho un nombre en los estadios. En total, además de las victorias de Tésalo y Jenofonte, a la familia se le atribuyen cuatro coronas en Delfos, unas sesenta victorias en los Juegos Ístmicos y unas sesenta victorias en los Juegos Nemeos.

## Victorias atléticas

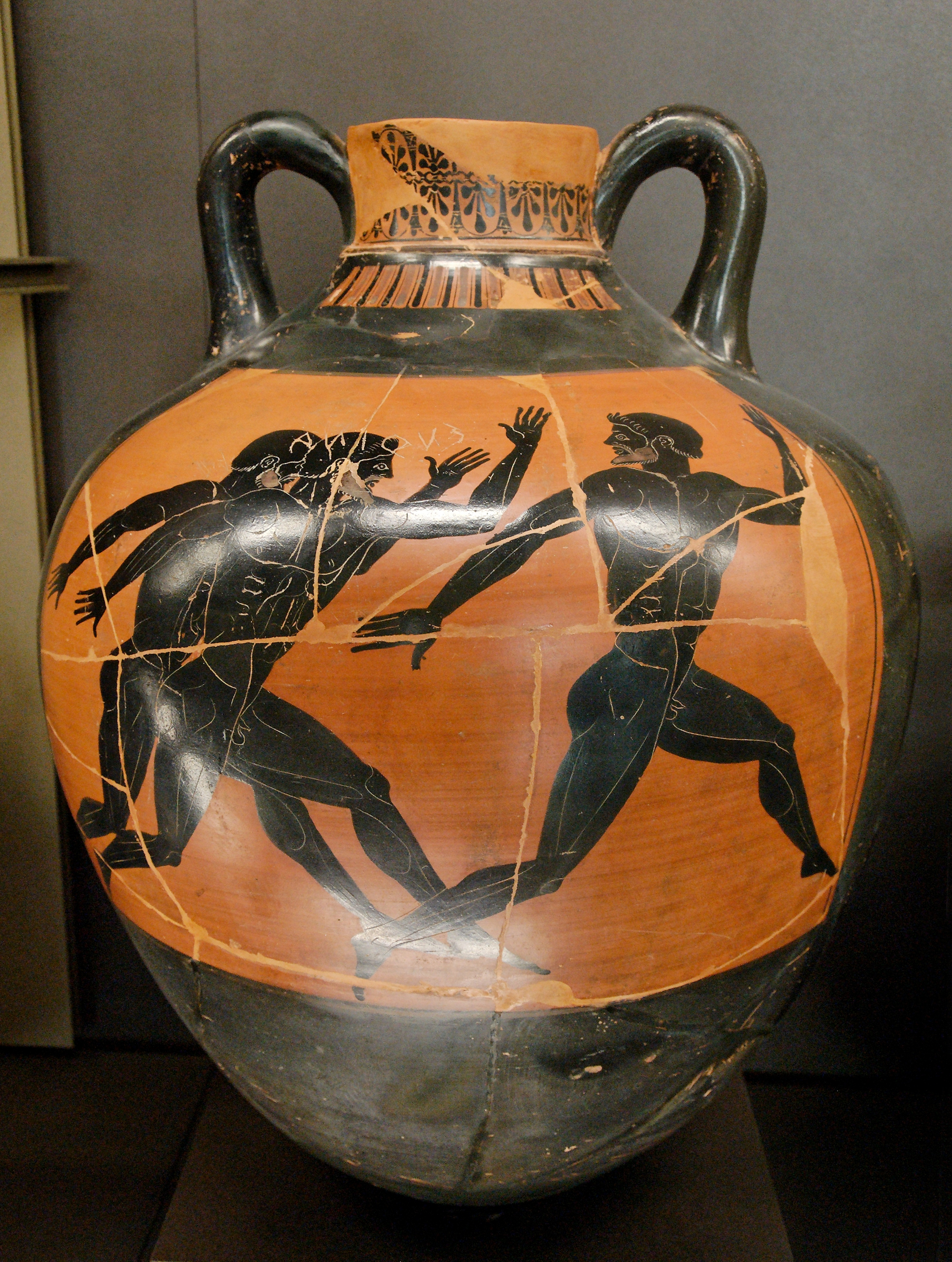
Corredores de estadio
Ánfora panatenaica de figuras negras, hacia 500 a. C.
Pintor de Cleofrades (Louvre G65).

Ganó tres coronas en los Juegos Olímpicos, dos pruebas en los Juegos Ístmicos, seis victorias en los Juegos Píticos y un número desconocido de victorias en los Juegos Nemeos. También ganó tres pruebas en las [Panateneas, siete en las fiestas de Atenea Hélade, en su ciudad de Corinto, y muchas otras en Arcadia o en Argos.
Venció en la carrera a pie de un estadio de longitud (unos 192 m) en los 79.º Juegos Olímpicos, en el 464 a. C. Esta victoria aparece en la larga lista recopilada por Eusebio de Cesarea en su Crónica,
Se dice que, antes de partir para los Juegos Olímpicos, Jenofonte de Corinto hizo voto a la diosa Afrodita de ofrecer, según la fuente, veinticinco, cincuenta o cien heteras para servir en su templo del Acrocorinto. Ganó tres coronas en los Juegos, pero los textos solo recogen sus victorias en el estadio y en el pentatlón: Píndaro dice en su Olímpica XIII, escritas en su honor, que esta doble victoria no tenía precedentes en la época. Cumplió su promesa a la diosa.·· 
Según el historiador Leslie Kurke, el análisis de la Olímpica XIII y un escolio (canción de banquete) también escrito por Píndaro,
 ambas escritas por encargo de Jenofonte, permite imaginar cómo podría haber sucedido: Jenofonte habría ofrecido un simposio durante el cual el poeta habría declamado las dos obras mientras las heteras habrían bailado.